# アウストラル計画
アウストラル計画（"Plan Austral"）とは、1980年代半ばから後期（詳細な期間については諸説あるものの、概ね1985年6月15日の物価凍結令公布から貨幣価値が制御不可に陥った1989年2月頃までとされる）にかけて、ラウル・アルフォンシン政権によって実施されたアルゼンチンにおける一連の経済安定化政策である。

## 導入の経緯
軍事政権による失政が重なった結果、それまでの数年間は年率100％前後で抑えられていたアルゼンチンのインフレーションは、1982年以降年1,000％に迫る勢いで加速していた。
当然、1983年の民政移管で政権を引き継いだ急進市民連合出身のアルフォンシン大統領にとっても、この悪性インフレーションの克服は緊急性を有する課題であったが、当時のアルゼンチンでは労働組合の社会的発言力が強く、非効率的な国営部門の切り離し（民営化）による赤字財政の健全化は事実上不可能であった為、有効な手段を打てない状態が続いていた。
ちなみに、このアルフォンシン政権では、1984年5月に「PAN」（国民食料計画）と称する貧困層を対象とした無償の食料品配給制度が開始されている。受給資格者（貧困率）は当初、全人口の15％程度であったが、ハイパーインフレに伴う経済崩壊で中間層の没落が決定的となった1989年には50％近辺まで急上昇している。
1985年6月15日、当時のスルイーユ経済相によって発表されたこの計画の骨子は概ね以下の通りであった：
①物価と公共料金、賃金を1年間据え置く凍結令の公布。公共料金に関しては大幅な引き上げを事前に実施。凍結解除後も公的な管理下の元、調整を弾力的に適用。「公定最高販売価格表」（主に食料など生活必需品）の順守を商店・生産者に対し要求（「物価査察官」による巡回で違反が発覚した場合は営業停止処分を含む罰則で対処）。
②新通貨「アウストラル」（₳）の発行（デノミネーション）。旧通貨「ペソ・アルヘンティーノ」（$a）との交換比率は「$a1,000＝₳1」。
③公的な管理の元、対米ドル（US$）の交換レートを「US$1＝₳0.8」で固定（1年間）。
この新しい経済政策は「ショック療法」とも称され、毎月20 - 30％に達していたアルゼンチンの激しいインフレを一時的（約1年間）ではあるものの急降下（月率2 - 3％）させる事に成功した。

## 矛盾の露呈、そして破綻
凍結令公布後も緩やかな物価上昇は残り、結果的に勤労者の実質賃金は計画開始からの半年間で2割以上減少した。1986年1月には目減りした賃金の補填を求めていた労働組合からの要求を一部受け入れる形で、5％の賃上げが政府によって認可されるが、引き上げ幅を巡って、当初はアウストラル計画に協力的だった労働組合と政府の対立が表面化する。
物価の凍結が1986年4月に一部緩和され、生活必需品と公共料金に対する価格統制を継続する一方で、値上げ行為も条件付きで容認する「第二段階」への移行が当初の予定より約2ヶ月早く宣言された（同時に対米ドルの公定レートを「US$1=₳0.83」に改定）。
しかし、ほぼ同時期（1985年前後）に、悪性インフレからの脱却を期して自由主義的な経済への刷新及び赤字財政との決別を断行したイスラエルやボリビアと異なり、元々十分な裏打ちを伴っていなかったこの政策は徐々に行き詰る（隣国ブラジルにおける1986年の「クルザード計画」が結果的に頓挫したのも、アルゼンチンと同様の矛盾を内包していたからとされる）。経済活動は停滞し、消費物資の欠乏が深刻化した。中間層の没落・困窮に伴う「富の二極化」が表面化したのもこの頃である。
公定レートが「US$1＝₳0.8」で固定されていた期間は、概ね₳0.85 - ₳0.95の間で小幅な上下を続けていた「メルカード・ネグロ」（非公認の個人間取引）での対米ドル実勢レートも、凍結令が失効した1986年7月以降は毎月10 - 20％のペースでアウストラル安が進んだ為、半年程度でアウストラルの対外的な価値は半減した。
1986年7月に前年の同じ月（凍結例公布の翌月）との対比でようやく30％台（年率、以下同）を割ったアルゼンチンのインフレも、1986年の下半期以降、想定を超えるペースでの物価上昇が発生した事が響き、1月から12月までの積算では80％以上（1980年当時とほぼ同水準）となり、年初に政府・経済省が掲げていた目標（年30％以下）は未達成のまま、1987年を迎える事となる。
アウストラル計画の第一段階（固定相場期）において、アウストラル建ての金融商品（米ドル建ての類似商品に比べ、極端な高利回りが特徴の預貯金など）で多数の顧客を獲得した「イグアス銀行」などいくつかの地方銀行の経営が1987年に破綻しているが、投資家が被った莫大な損失が公的に補填される事は一切無かった。
物価査察官による権限の私物化（罰則の恣意的な適用）、販売業者との癒着（値上げ行為を黙認する見返りとして金品を要求）が社会問題化し、これを嫌気した正規ルートを通さない実勢価格による売買行為も半ば公然と行われるようになった為、経済の二重化が進行した。
与党の政策への不満が高まる中、1987年9月に実施された議会選挙及び統一地方選挙では野党正義党が大勝。これを支持する労働総同盟（CGT）を始めとする労働組合主導のゼネラル・ストライキが全国で頻発し、経済は疲弊を極めた。
為替レートが人為的に高く設定され続けた事もアルゼンチンの輸出競争力を著しく低下させた。輸入代金の支払いや莫大な対外債務の弁済に必要な外貨の調達が困難となる中、それに追い打ちをかけるように1986年から翌年にかけて同国の外貨収入源である農産物の国際価格が値下がりし、外貨事情は更に逼迫した。
後の再デノミ（1992年1月）で導入される「兌換ペソ」と異なり、アウストラルには対外的な交換性が完全に付与されておらず、不動産取引や輸入物資、高級消費財、海外渡航用の航空券などをアウストラル貨で直接的に購入する事はほぼ不可能で外貨（主に米ドル）を用意する必要があった。なお、外貨不足を理由に外貨の購入に際し公定レートが実際に適用される事例はほとんど無かった為、多くの場合、これらの外貨は自国民にとっては極めて不利なメルカード・ネグロで調達されていた。
1987年10月（中間選挙で与党が惨敗した直後）には、実態経済から大きく乖離する形で抑えられていた生活必需品の価格と公共料金の大幅値上げと同年12月末まで（3ヶ月間）の凍結が発令された。特に値上がり幅が大きかったのは貧困対策の一環としてほぼ1985年当時の水準で統制されていた「ブルーボンネット米」（インディカ米の亜種）で、1kg当たりの小売価格が₳0.4から3倍超の₳1.5に引き上げられている。
しかし、2度目の凍結令が解除された翌1988年1月以降、インフレの再燃はより鮮明なものとなり、「プリマベーラ計画」（「第二次アウストラル計画」）と称する緊急経済政策（8月）がまとめられたものの、確たる成果を得られるまま頓挫した。
累積債務問題も暗礁に乗り上げ、国際的な孤立が深まる中、1989年2月に外為市場でアウストラルが急落。ハイパーインフレの時代（ - 1990）に突入する。経済が混乱を極める中、生活困窮に伴う栄養失調者が急増（公的な貧困対策が一切機能しなくなった為、貧困当事者による炊き出し隊、所謂「人民の鍋」の結成が全国で相次いだ）し、商店での暴徒化した市民による略奪行為も続発。1989年5月には国家非常事態宣言（事実上の戒厳令）が発令された。同月14日に実施された大統領選挙では正義党出身のカルロス・メネム候補が当選（急進党の政権陥落が確定）。1989年7月、アルフォンシン大統領が同年12月の任期満了を待たずに職を辞した為、正義党への政権移譲は当初の予定より5ヶ月程前倒しされた。

## 対米ドル実勢レートの推移
1985年5月（計画の前月）：$a680（デノミ後の₳0.68相当）
1985年6月（翌年6月まで公定レート、以下「公」、が「US$1=₳0.8」に）：₳0.85（デノミ前の旧$a850相当）
1986年4月（公、切り下げ開始「US$1=₳0.83」に） - 12月（公、対ドルで4割減価）：₳0.95 → ₳1.55
1987年1月（公「US$1=₳1.5」に再固定） - 9月（中間選挙で与党が大敗）：₳1.6 → ₳3.6
1987年10月（公「US$1=₳3.5」に変更※＋3ヶ月間の物価凍結）- 12月（公「US$1=₳3.75」に）：₳4 → ₳5
1988年1月（凍結令解除） - 7月（政策の朝令暮改で経済が混乱、インフレも加速）：₳5.5 → ₳12.5
1988年8月（プリマベーラ計画開始） - 12月（計画の失敗が決定的に）：₳14.5 → ₳16.5
1989年2月（₳が急落、制御不可に） - 7月（大統領辞任→政権交代）：₳28 → ₳665
※1987年10月以降、公定レートの適用範囲は一般人には通常無関係な貿易決済などに特化され、個人間の外為取引では「メルカード・ネグロ」を基とする変動レートが合法扱いとなる。その後も、公定レートが取引内容毎に細分化（→複数相場制）されるなど、為替政策は一貫しなかったが、ハイパーインフレ期を含め、実質的には変動相場制に移行していた（1991年3月の兌換法施行まで）。